# Marcelo Dotti
José Marcelo Dotti Almeida (2 de diciembre de 1942, Quito, Ecuador) es un político, abogado y radiodifusor ecuatoriano.

## Trayectoria pública
Hizo su incursión en la radio en 1984 en el programa "Nuestra realidad". En 1988 se convirtió en jefe de campaña de Rodrigo Paz, candidato de la Democracia Popular a la alcaldía de Quito, asesorándolo además durante gran parte de su periodo. Luego de afiliarse al partido intentó llegar a la prefectura de la provincia de Pichincha en las elecciones de 1992, pero perdió en una reñida contienda contra Federico Pérez Intriago, candidato del Frente Radical Alfarista.
En las elecciones legislativas de 1994 fue elegido diputado de Pichincha por la Democracia Popular; mientras que en su faceta de radiodifusor pasó a ser el director del noticiero "La voz de la gente" en la emisora de radio quiteña Radio Sucesos.
En 1995 se desafilió de la Democracia Popular por el apoyo de ésta al entonces vicepresidente Alberto Dahik. En noviembre del mismo año se unió al Partido Social Cristiano como parte del equipo de la campaña presidencial de Jaime Nebot. Al ser cuestionado sobre si se arrepentía de haber criticado en el pasado a León Febres-Cordero Ribadeneyra, máximo líder de los socialcristianos, aseveró que aunque no se arrepentía, en esa época no entendía el significado del "capitalismo humano que ahora predomina en el mundo entero".
En las elecciones seccionales de 1996 volvió a intentar infructuosamente ser elegido prefecto de Pichincha, luego de ser el favorito en las encuestas durante el transcurso de la campaña.
Para la Asamblea Constituyente de 1997 fue representante de Pichincha por el Partido Social Cristiano. Al año siguiente, en las elecciones legislativas de 1998, fue elegido diputado nacional, cargo para el que fue reelegido en 2002, aunque esta vez por la provincia de Pichincha.
En agosto de 2006 renunció al Congreso para lanzarse como candidato al Parlamento Andino, resultando el único socialcristiano en ser elegido durante esa elección para el cargo.
En noviembre del mismo año, y como presidente provincial del Partido Social Cristiano, criticó en fuertes términos la expulsión de Xavier Neira del partido por parte del entonces presidente del tribunal de disciplina del PSC, Alfonso Pérez. Tan sólo unos días después del hecho, el mismo Dotti se desafilió del PSC en medio de acusaciones de tener actitud disociadora, aunque al momento de su salida aseveró que lo hacía por el constante acoso que habría sufrido desde hace años por parte de Pérez.
En años recientes ha criticado la administración de Rafael Correa, en particular la Ley de Comunicación que promovió el presidente, calificándola como "sacrilegio contra la libertad”. En abril de 2015 fue despedido de su puesto en la Radio Sucesos, donde llevaba trabajando más de veinte años. Las causas del hecho no fueron reveladas, aunque Dotti aseveró que el hecho lo tomó por sorpresa.